# Assedio di St. Augustine (1702)
L'assedio di St. Augustine del 1702 fu una battaglia della guerra della regina Anna tenutasi dal novembre al dicembre del 1702. Essa venne condotta dalle forze provinciali inglesi provenienti dalla Provincia della Carolina e dai loro alleati della marina, sotto il comando del governatore della Carolina, James Moore, contro la fortezza coloniale del castello di San Marco a St. Augustine, nella Florida spagnola.
Dopo aver distrutto le comunità costiere della Spagna a nord di St. Augustine, le forze di Moore giunsero a St. Augustine il 10 novembre, ed immediatamente iniziarono le operazioni di assedio. Il governatore spagnolo, José de Zúñiga y la Cerda, aveva saputo in anticipo del loro arrivo, ed aveva ritirato i civili ed i rifornimenti nella fortezza, inviando anche messaggeri presso le locali comunità spagnole e francesi per un eventuale aiuto. I cannoni inglesi poco poterono contro le mura della fortezza, fatto che spinse il governatore Moore a richiedere in Giamaica l'invio di cannoni di maggior portata. Le richieste degli aiuto degli spagnoli ebbero successo ed una flotta giunse da L'Avana, Cuba il 29 dicembre successivo. Moore lasciò l'assedio il giorno seguente e venne costretto a bruciare molte delle proprie navi prima di ritirarsi a Charles Town.

## Antefatto
Gli sforzi inglesi e spagnoli per colonizzare il sudest del Nord America avevano portato a dei conflitti tra le due nazioni a metà del XVII secolo. La fondazione nel 1670 della cittadina inglese di Charles Town (attuale Charleston (Carolina del Sud)) nella recente (1663) Provincia della Carolina ravvivò le tensioni. Commercianti, razziatori e schiavisti dalla nuova provincia penetrarono la Florida spagnola portando a rappresaglie e spedizioni da ambo le parti. Nel 1700, il governatore della Carolina, Joseph Blake, minacciò gli spagnoli con delle pretese su Pensacola, città fondata dagli spagnoli nel 1698. La morte di Blake poco dopo interruppe questi piani ed egli venne rimpiazzato nel 1702 da James Moore.
Già prima delle dichiarazioni di guerra che aprirono la guerra di successione spagnola, Moore propose una spedizione contro la capitale della Florida spagnola, St. Augustine. Le notizie dell'apertura formale delle ostilità giunsero nel 1702 e Moore convinse l'assemblea provinciale nel settembre del 1702 per ottenere i fondi necessari per la spedizione contro St. Augustine. Moore raccolse una forza composta da coloni e indiani, quest'ultimi una combinazione di guerrieri Yamasee, Tallapoosa, e Alabama, guidati dal capo Yamasee, Arratommakaw. L'esatta grandezza di queste forze varia a seconda della fonte; i racconti spaziano da una forza di 800 ad una di 1200; gran parte delle risorse riportano 500 coloni e 300–400 indiani. Molte di queste forze, in particolar modo gli indiani, si diressero subito verso Port Royal ed erano posti al comando del vice governatore Robert Daniell, mentre Moore imbarcò il resto della forza su 14 navi. Queste forze si radunarono a Port Royal, mentre le forze di Daniell vennero sbarcate su quella che è nota oggi col nome di Amelia Island (all'epoca nota come Isla Santa Maria dagli spagnoli), mentre Moore salpò verso la Matanzas Bay.
Il castello di San Marco a St. Augustine era stato costruito sulla fine del XVII secolo, in parte perché i precedenti raids inglesi avevano mostrato l'inadeguatezza delle fortificazioni in legno degli spagnoli, ed in parte per difesa dopo la fondazione di Charles Town. La fortezza, un convenzionale forte a stella, venne costruita in morbida pietra coquina. Il governatore Joseph de Zúñiga y Zérda assunse il comando dell'avamposto nel 1700. I nativi amici degli spagnoli seppero del reclutamento e raggiunsero Zúñiga il 27 ottobre. Questi ordinò che gli abitanti del villaggio si portassero nel forte, così come tutte le provviste prevedendo un assedio, inviando nel contempo messaggeri a Pensacola, L'Avana ed alla francese Mobile richiedendo aiuto militare. I rifugiati civili erano 1500 dei quali solo un piccolo numero era abile alle armi. Zúñiga stimò che le provviste di cibo sarebbero state insufficienti superati i tre mesi di assedio.
Alcuni uomini di Zúñiga erano intenzionati a battagliare con gli inglesi; il governatore prescelse 174 soldati e 14 artiglieri, 44 europei e 123 indiani (spesso armati male e con armi di scarsa qualità) e 57 neri (schiavi liberati, mulatti e schiavi) dei quali solo 20 sapevano regolarmente usare le armi. Zúñiga non diede piena fiducia agli indiani o ai guerriglieri di colore, e fece forza solo sui suoi uomini come adeguatamente preparati alla guerra. Si preparò dunque per l'assedio. Il suo obbiettivo principale era preparare gli artiglieri dei quali come egli stesso scrisse "non avevano mai prestato servizio militare, mancavano di disciplina ed avevano solo una vaga idea di che cosa fosse un cannone".

## L'assedio

### L'avvicinamento degli inglesi
Le forze di Daniell sbarcarono sull'Amelia Island e l'attaccò inizio da nord dell'isola a mezzanotte del 3 novembre, uccidendo due soldati spagnoli che stavano portandosi verso il villaggio di San Pedro de Tupiqui. Il gruppo avanzò a nord. L'insediamento principale a San Felipe ed a San Marcos vennero presi il giorno successivo, quando gli spagnoli erano ormai in procinto di evacuarli. Zúñiga seppe dell'avanzata degli inglesi il 5 novembre ed inviò 20 uomini al comando del capitano Joseph de Horruytiner a nord, con istruzioni di rimanere presso San Juan del Puerto, a sette leghe di distanza da St. Augustine, che Zúñiga vedeva come "la chiave della provincia di Guale". La notizia spinse inoltre Zúñiga a mobilitare più uomini verso il forte.

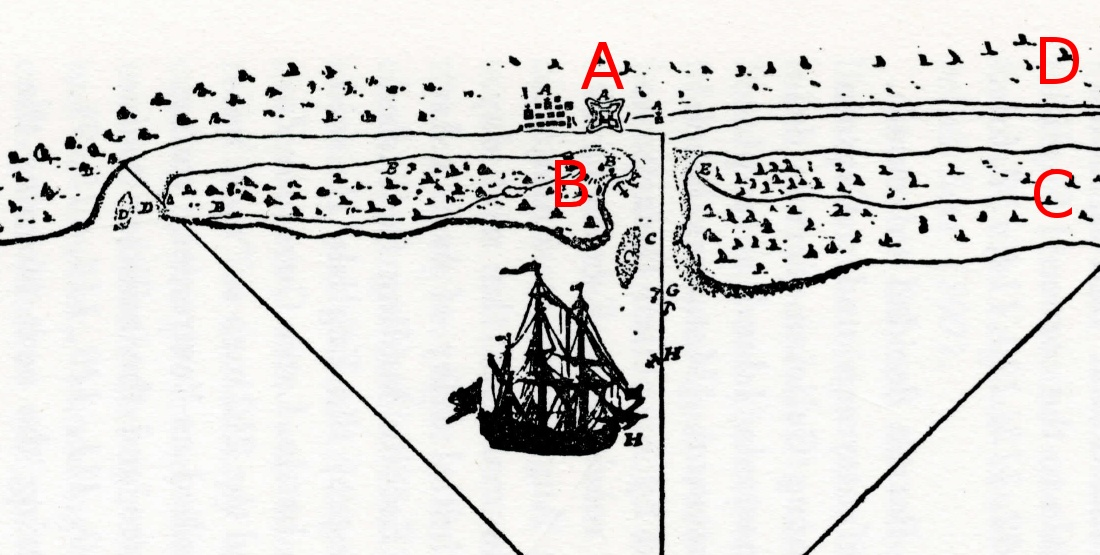
Dettaglio di una mappa d'epoca dell'assedio:
- A: St. Augustine ed il Castillo de San Marcos
- B: Isola dove gli inglesi sbarcarono e dove giunsero i rinforzi spagnoli
- C: Percorso di ritirata di James Moore
- D: Percorso di ritirata di Robert Daniell

Horruytiner non andò mai oltre il fiume St. Johns; catturò tre soldati nemici (due inglesi e un indiano chiluque) il 6 novembre e fece poi ritorno con loro a St. Augustine due giorni dopo. Zúñiga seppe da questi prigionieri he gli inglesi avevano provviste per tre mesi ma disponevano solo di cannoni di piccola portata (6-10 libbre).
Nel frattempo, Moore salpò a sud con la flotta. Tre navi vennero inviate a capeggiare la flotta principale per bloccare l'entrata a Matanzas Bay, a sud di St. Augustine. Queste vennero individuate dal forte il 7 novembre. Il giorno successivo il grosso della flotta giunse appena fuori da St. Augustine. Questo spinse Zúñiga a dare ordine alle sue due fregate, La Gloria e Nuestra Señora de la Piedad y el Niño Jesús, di ancorare sotto i cannoni del forte. La Nuestra, si trovava dalla parte opposta, non fu in grado di attraversare ed andò distrutta. Sedici dei suoi uomini si unirono alla guarnigione del forte mostrando ottime attitudini.
Le forze di Daniell, dopo essere sbarcate, fecero dei buoni progressi. Le piccole forze spagnole sull'Amelia Island non furono in grado di fermare l'avanzata inglese a San Juan del Puerto e vennero disperse; alcuni di questi spagnoli raggiunsero St. Augustine. Daniell continuò la sua avanzata ed entrò nel villaggio di St. Augustine senza incontrare resistenza il 10 novembre. Otto navi inglesi iniziarono contestualmente a sbarcare uomini. Quando gli inglesi stavano ormai per fare cerchio attorno alla fortezza, gli spagnoli riuscirono a far passare attraverso le linee nemiche 163 capi di bestiame per il loro sostentamento nella fortezza.

### L'assedio
I cannoni spagnoli aprirono il fuoco sugli inglesi quando questi iniziarono i preparativi per l'assedio il 10 novembre. Uno dei cannoni spagnoli più vecchi esplose quello stesso giorno uccidendo tre uomini e ferendone cinque. Alcuni giorni dopo, Zúñiga ordinò una sortita per distruggere parti del villaggio con possibilità di offrire postazioni di sparo verso il forte; secondo gli ultimi resoconti, quest'azione distrusse più di 15 000 pesos di proprietà private.
Moore aveva portato con sé quattro cannoni piccoli, ma questi fecero ben poco contro i muri di coquina della fortezza ed inoltre i cannoni spagnoli avevano un più lungo raggio, il che teneva il grosso delle forze fuori dalla baia. Attorno al 22 novembre, Moore inviò un dispaccio col vice governatore Daniell in Giamaica per chiedere cannoni più pesanti e rifornimenti di munizioni. Gli inglesi continuarono a scavare le loro trincee d'assedio ed a sparare verso la fortezza sino al 24 novembre. Il fuoco dei cannoni continuava ad avere ben pochi effetti e Moore ordinò di mettere a ferro e fuoco il villaggio, incluso il locale monastero francescano.
Moore a questo punto tentò di entrare nel forte. Il 14 dicembre una coppia di Yamasee tentò di entrare nel forte fingendosi una coppia di rifugiati, con l'obbiettivo di far saltare in aria il deposito di polvere da sparo del forte. Ad ogni modo Zúñiga era sospettoso del loro comportamento e, secondo il suo stesso resoconto dell'assedio, i due vennero presi e torturati sino a quando non ammisero il complotto.
Dal 19 dicembre le trincee inglesi avevano racchiuso ormai il forte al punto che essi potevano servirsi degli orti da cui gli spagnoli traevano il foraggio. Zúñiga ordinò una sortita e ne derivò una schermaglia, ma le perdite degli spagnoli furono lievi: un morto e diversi feriti.

### Tentativi di soccorso
I capi spagnoli a San Luis de Apalachee (attuale Tallahassee) iniziarono a mobilitarsi quando ricevettero la notizia dell'assedio. A corto di viveri, si appellarono ai francesi a Mobile, che al contrario mancavano di cannoni e polvere da sparo; la guarnigione di Pensacola inviò dieci uomini. Le forze di assistenza lasciarono San Luis de Apalachee il 24 dicembre, ma tornarono indietro quando seppero che l'assedio era ormai stato tolto.

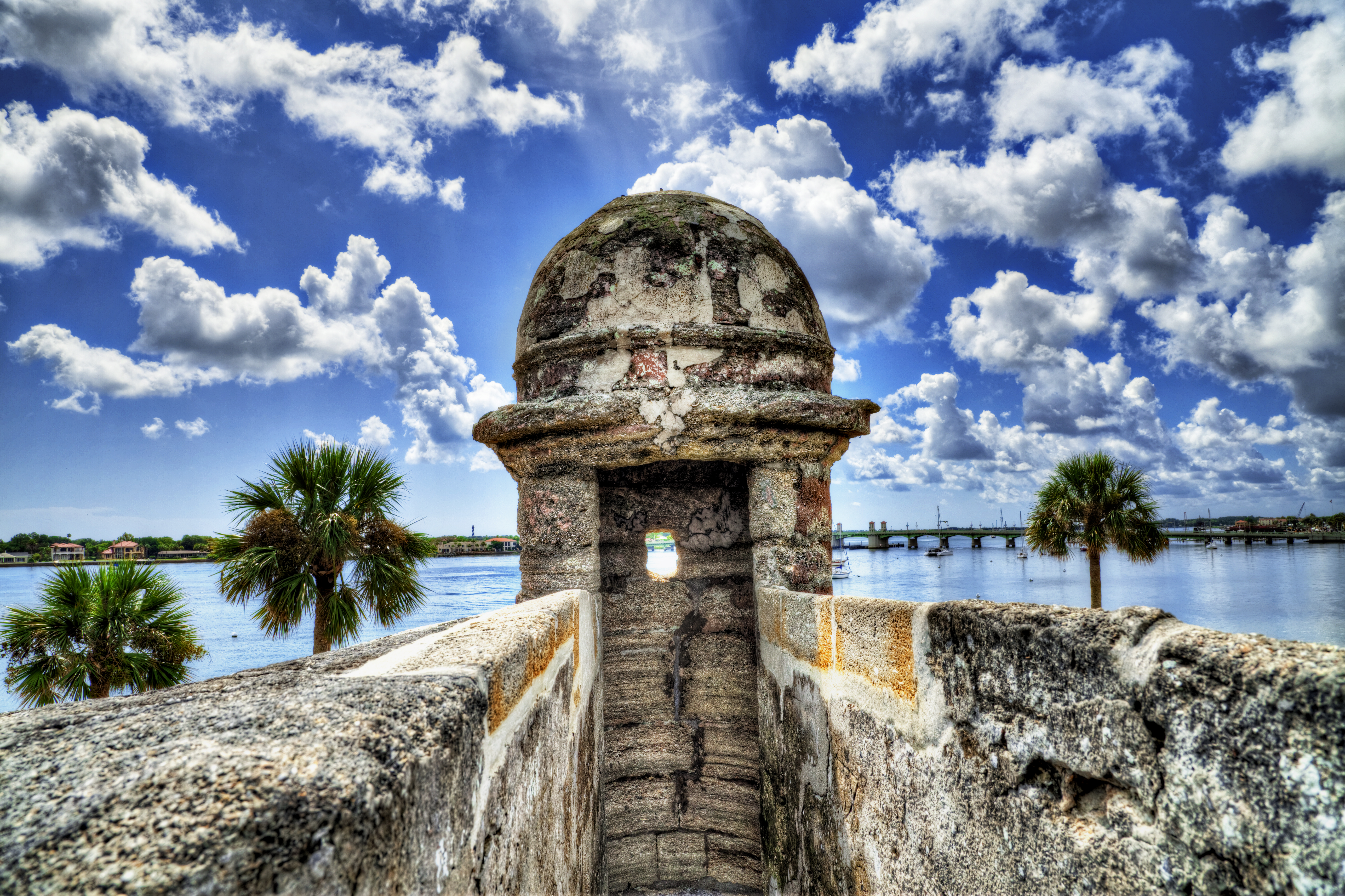
Veduta del castillo sull'area del porto

Sempre il 24 dicembre, un paio di navi vennero avvistate avvicinarsi a St. Augustine. I registri inglesi non indicano navi in quell'area in quel momento. La spedizione dalla Giamaica, avendo fallito la sua missione, ritornò direttamente a Charles Town.
Messaggeri spagnoli da Pensacola riportarono la notizia dell'assedio di St. Augustine a L'Avana. Il governatore Pedro Nicolás Benítez tenne un consiglio di guerra il 2 dicembre, nel quale venne organizzata una spedizione di salvataggio. Un distaccamento di 200 fanti al comando del capitano López de Solloso si imbarcò su una piccola flotta capeggiata dal generale Estevan de Berroa a bordo della Black Eagle. La flotta di Berroa giunse appena fuori dal porto di St. Augustine il 28 dicembre. Credendo che l'assedio fosse già terminato, Berroa non sbarcò le truppe che trasportava. Il giorno successivo, il governatore Zúñiga fece uscire alcuni uomini dal forte e questi entrarono in contatto con la flotta. Berroa quindi sbarcò Solloso e circa 70 reclute sull'Anastasia Island, a circa 3 km dal forte. Questa azione fece sì che Moore lasciasse l'assedio per prepararsi alla ritirata. Berroa inviò inoltre una piccola nave a bloccare l'ingresso sud della Matanzas Bay, intrappolando molte delle navi di Moore nella baia.
Moore ordinò quindi di bruciare le rimanenti costruzioni del villaggio, inclusa la chiesa. Alcuni dei suoi uomini andarono a nord via terra, mentre il resto attraversò la Matanzas Bay alle loro navi. Moore bruciò otto navi intrappolate nella baia per non farle cadere in mano al nemico prima della sua ritirata. Zúñiga inviò degli uomini fuori dopo la dipartita degli inglesi ma questi non furono in grado di recuperare le tre navi nemiche che non erano ancora del tutto bruciate.
I dati sulle perdite di entrambe le fazioni sono varie; lo storico Charles Arnade nota che tutti i dati riportati dai vari rapporti possono essere opinabili. Il rapporto di Moore indica solo due uomini uccisi, mentre Zúñiga nel suo ne cita 60. Zúñiga disse di aver avuto solo tre o quattro caduti in tutto l'assedio e 20 feriti, nessuno dai quali venne causato da mano inglese.

## Conseguenze
Moore venne costretto a dimettersi dal suo incarico di governatore per il fallimento del raid, ed i suoi costi per la provincia (che includettero i proprietari delle navi per la perdita delle stesse) furono causa di rivolte a Charles Town. Alcuni contemporanei di Moore lo accusarono di aver portato avanti il raid col chiaro intento di ottenere degli schiavi da rivendere, mentre gli spagnoli convertirono il tutto in termini religiosi, dicendo che "gli inglesi avevano agito contro la Chiesa di Dio". Moore continuò ad essere attivo durante la guerra, guidando un piccolo numero di abitanti della Carolina e una grande banda di indiani nella distruzione delle missioni spagnole in Florida nel 1704. Al 1705 inglesi e indiani avevano distrutto 32 comunità missionarie spagnole e nel 1711 in tutta la Florida erano rimasti solo 400 indiani.

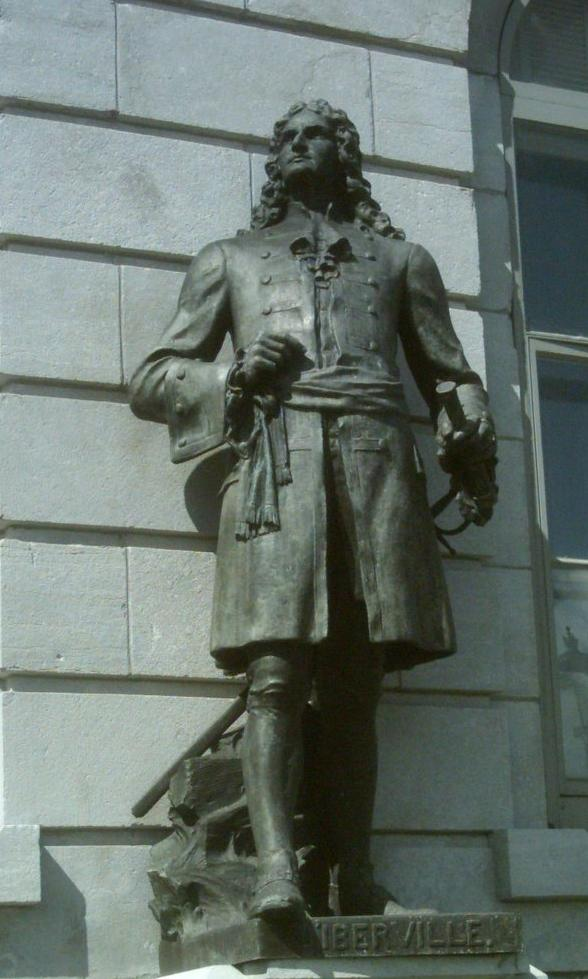
Pierre LeMoyne d'Iberville pianificò la spedizione del 1706 contro la Carolina

Il governatore Zúñiga venne ricompensato per la sua difesa con un elogio speciale da parte del re e con la promozione al più appetibile e prestigioso governatorato di Cartagena, in Colombia. Egli comunque mosse non poche critiche al generale Barroa: il generale non era riuscito infatti a distruggere la flotta inglese, si era rifiutato di lasciare una qualsiasi delle sue navi per aiutare la protezione del villaggio ed aveva sbarcato solo le truppe più deboli e meno equipaggiate per evitare un coinvolgimento diretto nei combattimenti. Il generale salpò per L'Avana l'8 gennaio, appena dopo una settimana da quando l'assedio era stato tolto.
Nel 1704 il governatore Zúñiga convinse alcuni pirati spagnoli a razziare le coste della Carolina come vendetta per le attività di Moore. Forze franco-spagnole, motivate ed organizzate da Pierre Le Moyne d'Iberville (che morì poco dopo la sua partenza), tentarono di catturare Charles Town nell'agosto del 1706, ma vennero respinte.
Il Castillo de San Marcos non subì ulteriori attacchi durante la guerra. La spedizione distrusse tutte le comunità della provincia di Guale e Timucua ad eccezione di due sole; la Florida spagnola non si riprese mai del tutto dalla decimazione della sua popolazione negli anni successivi. St. Augustine venne nuovamente assediata con successo nel 1740 dalle forze della Provincia della Georgia, e il castillo divenne oggetto di numerosi restauri durante il XIX ed il XX secolo. Attualmente esso è stato dichiarato monumento nazionale ed è diretto dal National Park Service.